# Bistum Coutances
Das  Bistum Coutances(-Avranches) (lateinisch Dioecesis Constantiensis(-Abrincensis), französisch Diocèse de Coutances (et Avranches)) ist eine in Frankreich gelegene römisch-katholische Diözese mit Sitz in Coutances.

## Geschichte
Das Bistum wurde im 5. Jahrhundert begründet. Es änderte am 12. Juli 1854 seinen Namen in Coutances (-Avranches), womit es die Tradition des in der Französischen Revolution säkularisierten Bistums Avranches aufgreifen wollte, dessen Gebiete nun in seiner Diözese lagen.

## Weblinks

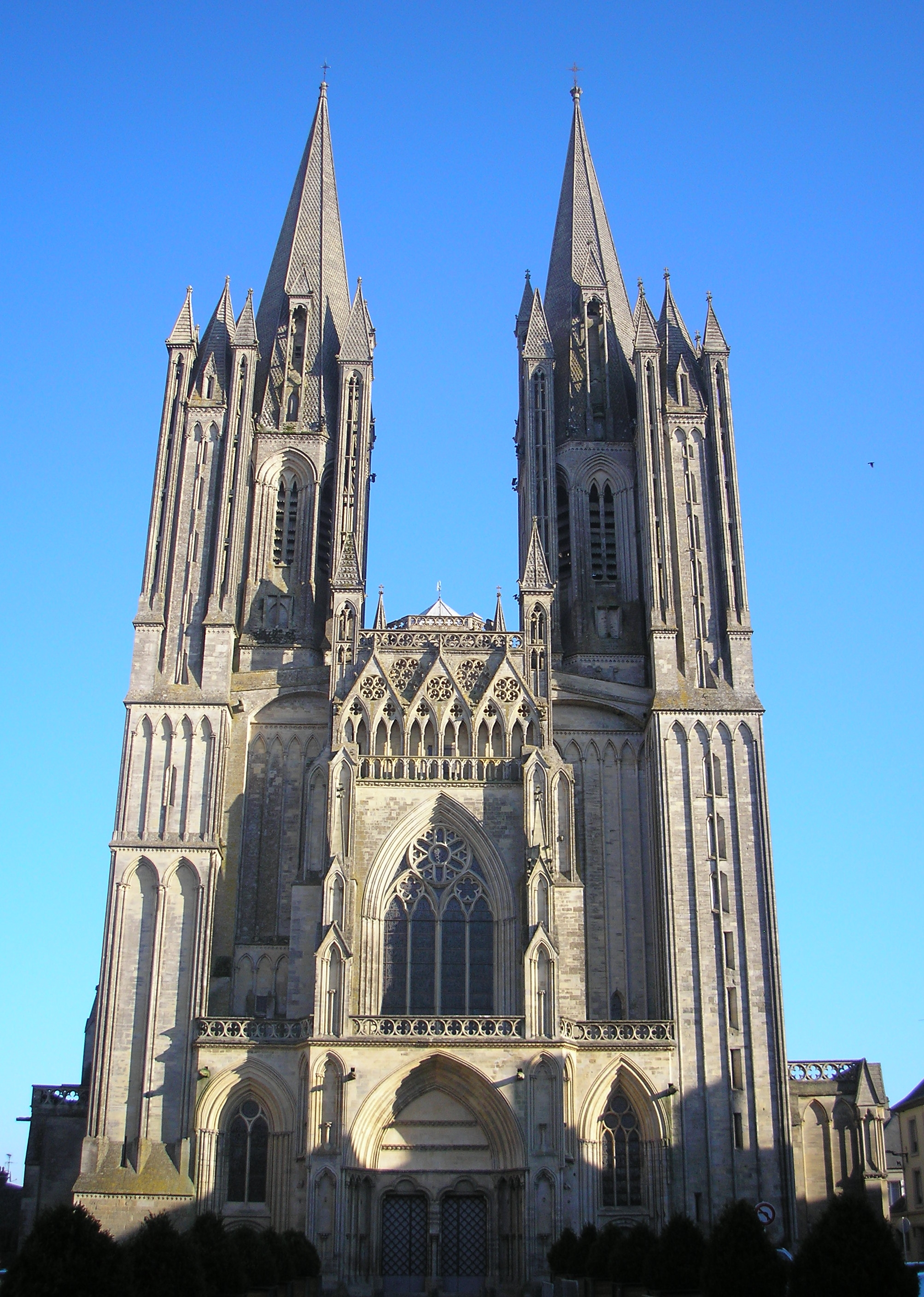
Kathedrale Notre-Dame in Coutances